# Sylvia Liebscher
Sylvia Liebscher (* 12. April 1975) ist eine deutsche Skeletonpilotin.
Sylvia Liebscher vom SSV Altenberg war vor allem zu Beginn des Jahrtausends im Skeleton-Europacup erfolgreich. Hier gewann sie die Gesamtwertung in der Saison 2000/01 vor Ramona Rahnis und wurde in der folgenden Saison Zweite hinter Annett Köhler. Im Dezember 2000 in Altenberg und im Januar des folgenden Jahres in Königssee gewann sie Europacuprennen. Im Weltcup wurde sie nur selten eingesetzt und konnte sich dort nie unter die besten Zehn platzieren, bestes Ergebnis war 2004 ein 12. Platz in Altenberg auf ihrer Heimbahn. Bei Deutschen Meisterschaften konnte sie nie einen besseren Rang als den vierten, so 2005 in Altenberg, erreichen.